# Fluortoluole
Die Fluortoluole (genauer Monofluortoluole) bilden in der Chemie eine Stoffgruppe, die sich sowohl vom Toluol als auch vom Fluorbenzol ableitet. Die Struktur besteht aus einem Benzolring mit angefügter Methylgruppe (–CH3) und Fluor (–F) als Substituenten. Durch deren unterschiedliche Anordnung ergeben sich drei Konstitutionsisomere mit der Summenformel C7H7F.

## Vertreter
| Gefahrensymbol | Gefahrensymbol |

| Gefahrensymbol |

| Gefahrensymbol |

## Eigenschaften
Das 4-Fluortoluol, das die höchste Symmetrie aufweist, besitzt den höchsten Schmelzpunkt. Die Einführung des Fluoratoms ändert die Siedepunkte im Vergleich zum Toluol (111 °C) nur wenig.